# Periptychidae
I periptichidi (Periptychidae) sono una famiglia di mammiferi estinti, classicamente ascritti fra i condilartri. Vissero nel Paleocene (circa 64 - 57 milioni di anni fa) e i loro fossili sono stati ritrovati in Nordamerica. Tra di essi vi furono alcuni tra i primi mammiferi di grandi dimensioni.

## Descrizione
I periptichidi si distinguono dagli altri condilartri principalmente per la loro dentatura: possedevano premolari rigonfi e insolite bande di smalto verticali. La famiglia include sia forme di piccole dimensioni, come la maggior parte dei mammiferi paleocenici (ad esempio Anisonchanus), sia forme più grandi dotate di scheletri molto robusti e di grandi dimensioni, come Periptychus ed Ectoconus. Gli scheletri dei periptichidi mostrano poche specializzazioni, ma sono sicuramente adatti a uno stile di vita terricolo. Le forme di piccole dimensioni erano meno specializzate nello scheletro, mentre i grandi generi come Ectoconus possedevano scheletri potenti, dagli arti robusti e probabilmente erano animali scavatori.

## Classificazione
Questi animali fanno parte di una radiazione evolutiva di mammiferi placentali erbivori e onnivori, che nel corso del Paleocene inferiore andarono a occupare numerose nicchie ecologiche lasciate vacanti dopo l'estinzione del Cretaceo - Terziario. Tutte queste forme sono state per lungo tempo note come condilartri, ma è ormai noto che questo gruppo è da considerarsi parafiletico. Attualmente i periptichidi sono considerati parte di un gruppo noto come Bulbulodentata (Archibald, 1998), comprendente anche gli Apheliscidae, i Tricuspiodontidae, gli Hyopsodontidae (probabilmente parafiletici) e il clade Panameriungulata, in cui sono raggruppati la famiglia dei Mioclaenidae (anch'essa probabilmente parafiletica), i pleuraspidoteriidi e i Meridiungulata (ovvero gli ungulati sudamericani). È possibile, infine, che i periptichidi fossero imparentati (se non addirittura ancestrali) con i pantodonti, un gruppo di mammiferi diffusi nel Paleocene e nell'Eocene dalle forme molto diversificate (Halliday et al., 2017).
La famiglia Periptychidae venne descritta per la prima volta da Edward Drinker Cope nel 1882. Viene suddivisa in due sottofamiglie principali: gli Anisonchinae, comprendente le forme più piccole e meno specializzate, e i Periptychinae, comprendente i generi più grandi e robusti; oltre a queste sottofamiglie, vi sono alcuni generi di incerta collocazione sistematica, come Pseudanisonchus (l'unico possibile periptichide asiatico), Conacodon e Oxyacodon. Un possibile periptichide del Cretaceo superiore, Paleoungulatum, è stato descritto nel 2014.

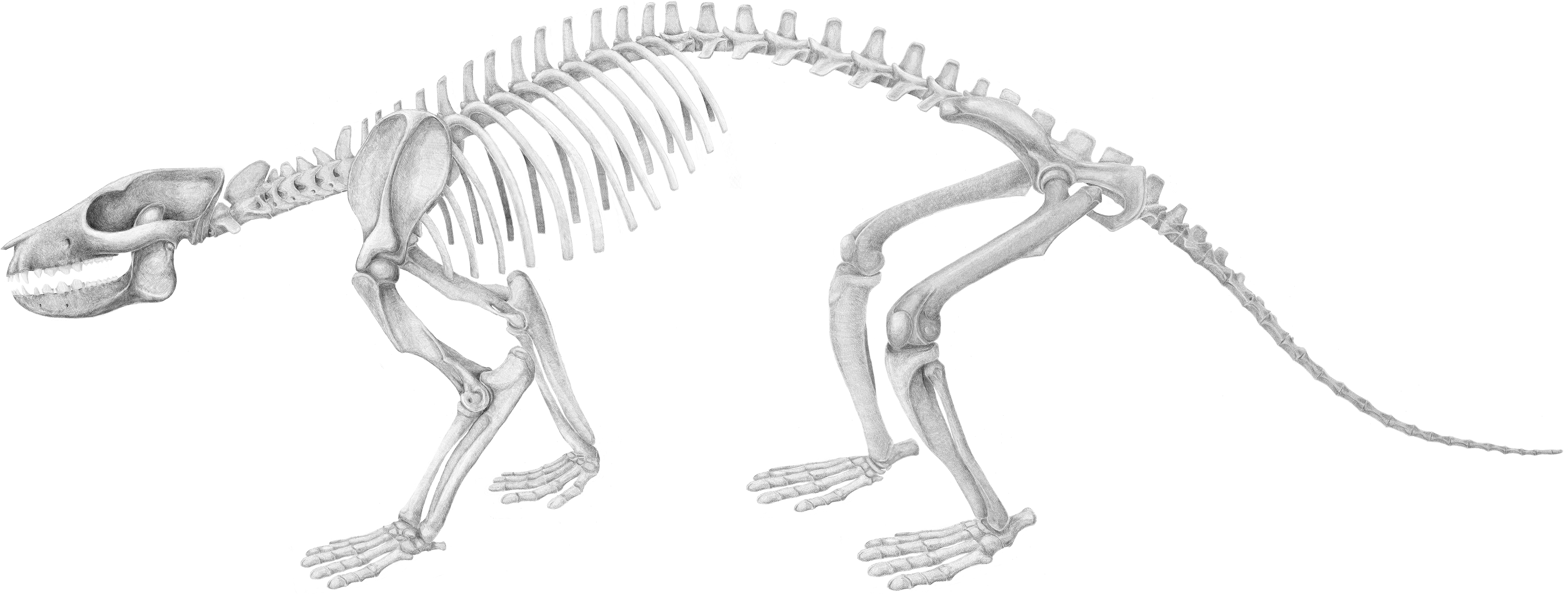
Ricostruzione dello scheletro di Periptychus carinidens

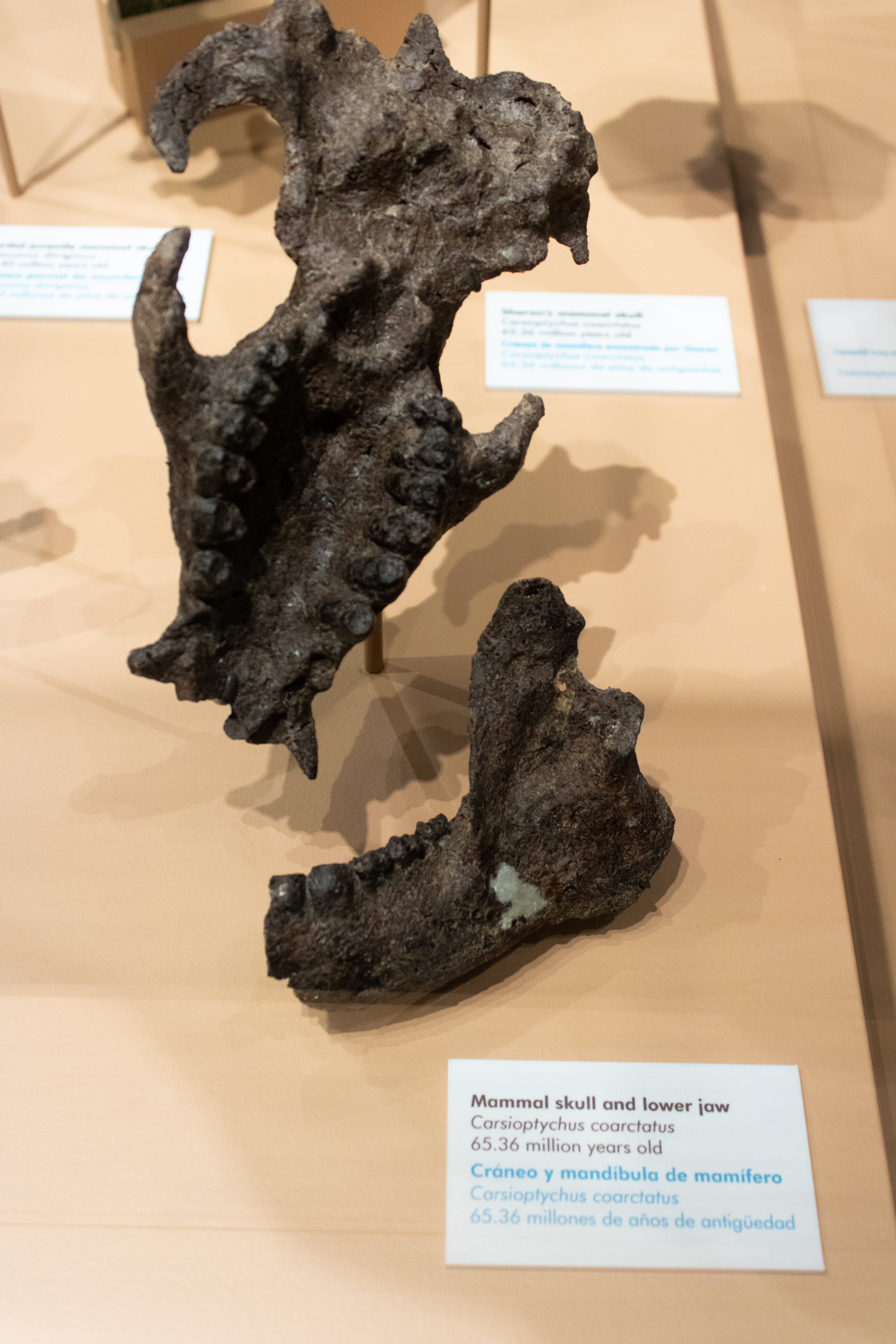
Cranio e mandibola di Carsioptychus coarctatus

Di seguito è proposta una classificazione tratta dal lavoro di McKenna e Bell (1997), con integrazioni da studi successivi:
- Periptychidae
  - †Anisonchinae
    - †Alticonus
    - †Ampliconus
    - †Anisonchanus
    - †Haploconus
    - †Hemithlaeus
    - †Mimatuta
    - †Mithrandir

  - †Conacodontinae
    - †Conacodon
    - †Militocodon
    - †Oxyacodon

  - †Periptychinae
    - †Beornus
    - †Carsioptychus
    - †Ectoconus
    - †Maiorana
    - †Miniconus
    - †Periptychus
    - †Tinuviel

  - incertae sedis
    - †Auraria
    - †Pseudanisonchus